# Victaphanta atramentaria
Victaphanta atramentaria é uma espécie de gastrópode  da família Rhytididae.
É endémica da Austrália.